# Aline Staskowiak
Aline Staskowiak (* 14. Juli 1976 in Stendal) ist eine deutsche Schauspielerin und Synchronsprecherin.

## Leben
Aline Staskowiak wurde als Tochter von Dietmar Staskowiak (Pianist, Komponist, Regisseur) geboren, besuchte die Spezialschule für Musik in Dresden und absolvierte von 1999 bis 2003 ihre Schauspielausbildung an der Hochschule für Schauspielkunst „Ernst Busch“ Berlin. 2002 erhielt sie den Förderpreis für Schauspielstudierende (Solopreis für ihre Darstellung der Smejukina in „DuDaDerDuDaDieDa“ BAT-Studiotheater Berlin). Nach ihrem Studium spielte sie eine Hauptrolle in der RTL-Serie Hinter Gittern – Der Frauenknast. Danach wirkte sie auch in anderen Film- und Fernsehproduktionen mit. Engagiert war sie an Theatern wie dem Berliner Ensemble, dem Staatsschauspiel Dresden, dem Berliner Arbeiter-Theater und den Landesbühnen Sachsen in Radebeul.
Von 2011 bis 2013 spielte Staskowiak in dem Musical Hinterm Horizont in Berlin mit.
Neben der Schauspielerei musiziert sie auch. Sie hatte von klein auf Klavierunterricht und wollte später Gesang studieren, entschied sich dann aber für die Schauspielerei. Staskowiak ist zudem als Synchronsprecherin tätig, so in den Anime-Serien Vampire Knight und Dragon Girls.

## Filmografie (Auswahl)
- Tatort (zwei Auftritte)
- 2001: Das Baby-Komplott (Sat.1)
- 2004: Oegeln (Spielfilm)
- 2004: Autobahn (Kurzfilm)
- 2004: Fleurop (Werbespot)
- 2003–2005: Hinter Gittern – Der Frauenknast (Fernsehserie / RTL)
- 2006: Zuckerschnecke (Kurzfilm)
- 2006: Preußisch Gangstar (Spielfilm)
- 2007: Ganz nah bei Dir (Kinofilm)
- 2007: Immer Sommer (Kurzfilm)
- 2008: Unverwundbar (Kurzfilm)
- 2008: Rosa Roth – Der Fall des Jochen B. (Fernsehfilm / ZDF)
- 2008: Die Toten vom Schwarzwald (Spielfilm / ZDF)
- 2009: Notruf Hafenkante – Held für einen Tag (Fernsehserie / ZDF)
- 2009: Mord mit Aussicht – Nach 6 im Zoo (ARD)
- 2010: Glückstreffer – Anne und der Boxer (Sat.1)
- 2011: Anna und die Liebe
- 2016: Gute Zeiten, schlechte Zeiten
- 2023: Die Heiland – Wir sind Anwalt (Fernsehserie, Folge Biggis Blond )
- 2025: Stralsund: Blutgeld

## Synchronrollen (Auswahl)

### Filme
- 2011: Lena Dunham in The Innkeepers – Hotel des Schreckens als Barista
- 2011: Miranda Raison in My Week with Marilyn als Vanessa
- 2013: Laura Bertram in Cassie – Eine verhexte Hochzeit als Betty
- 2015: Svandis Dora Einarsdottir in Von Menschen und Pferden als Signie
- 2016: Rajeshwari Sachdev in Arjun: The Warrior Prince als Draupadi
- 2016: Juana Acosta in 7 años als Veronika
- 2019: Lydia Leonard in Last Christmas als Marta
- 2022: Raida Ardon in Nicht ganz koscher als Ada
- 2023: Melissa McCarthy in Arielle, die Meerjungfrau als Ursula (Gesang)
- 2023: Amy Landecker in Missing als Heather
- 2024: Fernanda Torres in Für immer hier als Eunice Paiva

### Serien
- 2008: Hitomi Nabatame in Ikki Tousen: Great Guardians als Kanu Unchou
- 2008–2009: Akiko Kimura in Blue Dragon als Delphinium
- 2009: Junko Minagawa in Vampire Knight als Luca Souen
- 2010: Yû Kobayashi in Sekirei als Akitsu
- 2013–2019: Laura Prepon in Orange Is the New Black als Alex Vause
- 2013: Hitomi Nabatame in Ikki Tousen: Xtreme Xecutor als Kan’u Unchou
- 2016–2018: Gina Torres in Star Wars Rebels als Ketsune Onyo
- 2017–2025: Yvonne Strahovski in The Handmaid’s Tale – Der Report der Magd als Mrs. Waterford
- 2018: Betty Gabriel in Westworld als Maling
- 2019: Ellen Dorrit Petersen in Kommissar Wisting als Hanne Kaupang
- 2019: Emily Swallow in The Mandalorian als Waffenmeisterin
- 2020: Kate Orsini in Navy CIS: L.A. als Audrey Rush
- 2020: Paola Cortellesi in Mord in Genua – Ein Fall für Petra Delicato als Petra Delicato
- 2022: Emily Swallow in Das Buch von Boba Fett als Waffenmeisterin